# Vuforia
Vuforia는 증강 현실 애플리케이션 생성을 가능하게 하는 모바일 장치용 증강 현실 소프트웨어 개발 키트(SDK)이다. 컴퓨터 비전 기술을 사용하여 평면 이미지와 3D 개체를 실시간으로 인식하고 추적한다. 이 이미지 등록 기능을 통해 개발자는 모바일 장치의 카메라를 통해 볼 때 실제 개체와 관련하여 3D 모델 및 기타 미디어와 같은 가상 개체를 배치하고 방향을 지정할 수 있다. 그런 다음 가상 개체는 이미지의 위치와 방향을 실시간으로 추적하여 개체에 대한 시청자의 관점이 대상에 대한 관점과 일치하도록 한다. 따라서 가상 객체는 실제 장면의 일부인 것처럼 보인다.
Vuforia SDK는 '마커 없는' 이미지 타겟, 3D 모델 타겟, VuMark라고 알려진 주소 지정 가능한 Fiducial Marker 형태를 포함한 다양한 2D 및 3D 타겟 유형을 지원한다. SDK의 추가 기능에는 공간 내 6자유도 장치 위치 파악, '가상 버튼'을 사용한 지역화된 폐색 감지, 런타임 이미지 대상 선택, 런타임 시 프로그래밍 방식으로 대상 세트를 생성 및 재구성하는 기능이 포함된다.
Vuforia는 유니티 게임 엔진 확장을 통해 C++, 자바, 오브젝티브-C++ 및 닷넷 언어로 API(응용 프로그래밍 인터페이스)를 제공한다. 이러한 방식으로 SDK는 iOS, 안드로이드 및 UWP에 대한 기본 개발을 모두 지원하는 동시에 두 플랫폼 모두에 쉽게 이식할 수 있는 Unity의 AR 애플리케이션 개발도 지원한다.
Vuforia는 2015년 11월 PTC사에 인수되었다.

## vuforia와 같은 AR SDK 제공자
- ARCore
- IOS 11
- ARToolKit